# Michael D. Moore
Michael D. Moore (Vancouver, Columbia Británica, 14 de octubre de 1914-Malibú, California, 4 de marzo de 2013) fue un actor infantil de los años 20 y director de cine estadounidense de origen canadiense.

## Biografía y carrera
Nacido con el nombre de Michael Sheffield, en Vancouver, (Columbia Británica, Canadá), pronto se trasladó a Estados Unidos con su familia. Tanto él como su hermano Patrick fueron niños actores en la época del cine mudo. A los cinco años apareció en su primera película bajo el nombre artístico de Mickey Moore. Apareció en algo más de una veintena de películas hasta 1927, cuando tenía 13 años. A finales de los años 40 comenzó a trabajar como segundo asistente de dirección y a principios de los años 50 como primer asistente de dirección, siéndolo en docenas de películas importantes, como Los diez mandamientos (1956) y Duelo de titanes (1957). Fue el director principal de seis películas, entre ellas Paraíso hawaiano (1966), protagonizada por Elvis Presley, y The Fastest Guitar Alive (1967), protagonizada por Roy Orbison. Su última participación en una película, como director de segunda unidad, fue en 102 dálmatas (2000).

### Fallecimiento
Michael D. Moore murió el 4 de marzo de 2013 en Malibú (California) a los 98 años de edad a causa de una insuficiencia cardíaca congestiva.

## Filmografía

### Director
- Paraíso hawaiano (1966)
- An Eye for an Eye (1966)
- Please Don't Eat the Daisies (serie de TV) (1967, 1 episodio)
- The Fastest Guitar Alive (1967)
- Bonanza (serie de TV) (1967, 1 episodio)
- Kill a Dragon (1967)
- Hondo (serie de TV) (1967, 4 episodios)
- Piel de ante (1968)
- Mister Deathman (1977)
- Cuentos asombrosos (serie de TV) (1985, 1 episodio)